# از آخور تا صلیب
از آخور تا صلیب (به انگلیسی: From the Manger to the Cross) فیلمی به کارگردانی سیدنی اولکات محصول سال ۱۹۱۲ کشور ایالات متحده آمریکا است.